# Lag om vård av missbrukare i vissa fall
Lag om vård av missbrukare i vissa fall (LVM) är i Sverige en tvångslag som kompletterar Socialtjänstlagen. Lagen möjliggör sluten tvångsvård av vuxna missbrukare efter beslut av förvaltningsrätt. För missbrukare under 18 år ska istället LVU tillämpas. För de som är 19–20 år kan det vara svårt att avgöra om 3 § LVU eller LVM skall tillämpas. 
Syftet med LVM är att motivera missbrukaren så att han eller hon kan antas vara i stånd att frivilligt medverka till fortsatt behandling.

## Förutsättningar för LVM
Om en missbrukare till följd av ett fortgående missbruk av alkohol, narkotika eller flyktiga lösningsmedel anses vara i behov av vård för att komma ifrån sitt missbruk och detta inte kan tillgodoses enligt Socialtjänstlagen eller på annat sätt (till exempel genom SoL, HSL, LPT), kan LVM bli aktuellt om missbrukaren uppfyller någon av dessa tre förutsättningar (4 §):
1. Utsätter sin fysiska och/eller psykiska hälsa för allvarlig fara (exempelvis inte äter, riskerar att frysa ihjäl).
2. Löper uppenbar risk att förstöra sitt liv (exempelvis förlorar jobb/utbildning/boende/familj m.m.; detta gäller främst för yngre).
3. Kan befaras komma att allvarligt skada sig själv eller andra närstående.

## Handläggning av ärenden enligt LVM
För ett omhändertagande enligt LVM ska ske krävs en anmälan till socialtjänsten av exempelvis läkare, socialsekreterare eller nära anhörig. Socialtjänsten ska, om den finner det befogat, inleda en LVM-utredning, som i sin tur kan ligga till grund för en ansökan av Socialnämnden om tvångsvård enligt LVM hos förvaltningsrätten. Endast socialnämnden i hemkommunen har rätt att ansöka hos förvaltningsrätten. Ärendet prövas i förvaltningsrätten i en förhandling där en tjänsteman från socialnämnden företräder nämnden och för dess talan. Missbrukaren har rätt att närvara och ha ett biträde, ofta advokat, som företräder hen. De som ursprungligen gjort ansökan om LVM till socialnämnden - till exempel anhöriga till missbrukaren - har inte rätt att närvara eller på annat sätt ta del av vad som sägs i förvaltningsrätten eller överklaga det som beslutas. 
Vårdtiden får uppgå till högst sex månader. Tid avräknas då personen olovligen vistas utanför hemmet, som är avsett för vård, alternativt är häktad eller intagen på kriminalvårdsanstalt. Om detta har skett under sex månader i följd upphör beslutet om LVM att gälla.
En missbrukare får tillfälligt omhändertas omedelbart efter ett beslut av socialnämnden eller dess ordförande, om det är sannolikt att missbrukaren kan beredas vård med stöd av denna lag eller att missbrukarens hälsotillstånd är av sådan art att beslut om tvångsvård inte kan vänta på att förvaltningsrätten har tagit beslut. Det behöver inte finnas ett akut behov av avgiftning (abstinensbehandling) för att LVM ska kunna användas, utan ett allvarligt missbruk som anses kräva en snabb insats är tillräckligt. Ett omedelbart omhändertagande kan ej genomföras på grund av andra indikationen i 4 § ovan, men däremot på de två övriga. 
Enligt socialtjänstlagen ska verksamheten bygga på respekt för människans självbestämmande och integritet. Om missbrukaren medger frivillig vård kan tvångsvård likväl fortsätta om detta medgivande inte bedöms som trovärdigt.

## Lagens tillämpning i praktiken
LVM ger Socialnämnden långtgående möjligheter att begära tvångsvård (se ovan) men i praktiken har dock tvångsvård enligt LVM blivit av relativt begränsad omfattning på grund av att kostnaderna är höga och att hemkommunen får betala en stor del av kostnaden. Omkring 1 200 individer tvångsvårdas enligt LVM per år. Om samma person blir dömd för innehav eller försäljning av narkotika hamnar personen i stället inom kriminalvården, vilket helt bekostas av staten och inte direkt belastar kommunens budget. Om den som vårdas enligt LVM är misstänkt för brott där påföljden är maximalt 1 år i fängelse skall åklagaren pröva om åtal lämpligen bör ske. Detta tillämpas ibland vid rattfylleri, där det annars kan leda till att vården avbryts. 
Regeringen har genomfört en utredning för översyn av missbrukarvården. Utredaren, före detta landshövdingen Gerhard Larsson, har i en debattartikel lyft fram att han anser att det finns oacceptabla brister inom missbruksvården på grund av en oklar ansvarsfördelning mellan landsting och respektive kommun, låg prioritering av resurser till missbruksvården, dålig samordning i tiden mellan landstingets åtgärder och kommunens åtgärder, ej evidensbaserade behandlingsmetoder med mera.
I november 2009 blev en enhetschef vid en socialförvaltning i Göteborg dömd till 80 dagsböter för tjänstefel sedan en 24-årig drogmissbrukare avlidit år 2004 på grund flera överdoser av metadon och heroin. Tjänstefelet bestod enligt tingsrätten i att enhetschefen åsidosatt sin uppgift när 24-åringens föräldrar gjort en anmälan om tvångsvård enligt (LVM). Socialförvaltningen hade vägrat att ansöka om tvångsvård enligt LVM. Efter 24-åringens död har antalet tvångsomhändertaganden enligt LVM ökat i Göteborgsområdet medan antalet har minskat i Stockholmsområdet.